# Talia Castellano
Talia Joy Castellano (18 de agosto de 1999 - 16 de julio de 2013) fue una celebridad de internet estadounidense, de Oviedo, Florida, más conocida por su canal de YouTube, TaliaJoy18, donde sus videos tenían más de 750.000 suscriptores y 45 millones de visitas en el momento de su muerte, tenía ascendencia costarricense y americana.
Talia fue diagnosticada con neuroblastoma, un cáncer infantil poco común, a los siete años, y se sometió a diversos tipos de terapias y tratamientos. Fue declarada inicialmente libre de cáncer, pero recayó en dos ocasiones en los siguientes seis años. Durante ese tiempo, fue diagnosticada con preleucemia en la médula ósea, sin embargo no hay tratamientos que aborde ambos tipos de cáncer, al mismo tiempo. En septiembre de 2012, Talia apareció en The Ellen DeGeneres Show, y allí fue anunciada como la cara honoraria de cosméticos CoverGirl, que posteriormente apareció en anuncios de revistas CoverGirl con su lema "Makeup is my wig" (en español: "El maquillaje es mi peluca"). En mayo de 2013, Castellano y el diseñador de moda Urbana Chappa completaron el diseño de una línea de ropa llamada "That Bald Chick" (en español: "Esa Chica Calva"). También ha colaborado con la Fundación de Cáncer Infantil en un programa para dar apoyo a los niños que luchan contra el cáncer, y para sus familias.
Castellano murió en el Hospital para Niños Arnold Palmer en Orlando, Florida, el 16 de julio de 2013, un mes antes de su cumpleaños número 14, después de pasar las últimas semanas de su vida hospitalizados debido a tratamientos contra el cáncer.